# Coupe d'Italie de football 1926-1927
Navigation
Coupe d'Italie 1922 Coupe d'Italie 1935-1936
La Coupe d'Italie de football 1926-1927, est la 2e édition de la Coupe d'Italie.

## Déroulement de la compétition

### Participants
La participation à la coupe était libre et ouverte à quiconque est prêt à payer les frais d'inscription. Le tour d'entrée a été déterminée par tirage au sort.

#### Divisione Nazionale (D1)
18 clubs de Divisione Nazionale sont engagés en Coupe d'Italie.

#### Prima Divisione (D2)
27 clubs de Prima Divisione sont engagés en Coupe d'Italie.

#### Seconda Divisione (D3)
26 clubs de Seconda Divisione sont engagés en Coupe d'Italie.

#### Terza Divisione (D4)
42 clubs de Terza Divisione sont engagés en Coupe d'Italie.

### Calendrier
| Phase              | Tour            | Dates                            |
| ------------------ | --------------- | -------------------------------- |
| Phase préliminaire | 1er tour        | 11 novembre - 8 décembre 1926    |
| Phase préliminaire | 2e tour         | 8 décembre 1926 - 6 janvier 1927 |
| Phase préliminaire | 3e tour         | 30 janvier - 26 mai 1927         |
| Phase finale       | 1/16e de finale | 3 avril - 29 juin 1927           |
| Phase finale       | 1/8e de finale  | -                                |
| Phase finale       | 1/4 de finale   | -                                |
| Phase finale       | 1/2 finales     | -                                |
| Phase finale       | Finale          | -                                |

## Résultats

### Premier tour
| Division                 | Club                   | Score           | Club                          | Division                 |
| ------------------------ | ---------------------- | --------------- | ----------------------------- | ------------------------ |
| Terza Divisione (D4)     | Acqui US               | 1 - 4           | US Casale FBC                 | Divisione Nazionale (D1) |
| Divisione Nazionale (D1) | FC Internazionale      | 14 - 0          | Acciaierie & Ferriere di Novi | Terza Divisione (D4)     |
| Divisione Nazionale (D1) | US Cremonese           | 2 - 1           | Crema FC                      | Seconda Divisione (D3)   |
| Terza Divisione (D4)     | Lancia Torino          | 0 - 2 (forfait) | Spes FC                       | Terza Divisione (D4)     |
| Terza Divisione (D4)     | Fiorente FC            | 2 - 2           | Genovese                      | Seconda Divisione (D3)   |
| Prima Divisione (D2)     | Treviso FBC            | 3 - 0           | AC Venezia                    | Prima Divisione (D2)     |
| Terza Divisione (D4)     | Carraresi Padova       | 0 - 5           | US Forti e Liberi             | Terza Divisione (D4)     |
| Divisione Nazionale (D1) | Bologna FC             | 5 - 1           | SS Casalecchio 1921           | Terza Divisione (D4)     |
| Seconda Divisione (D3)   | Dopolavoro Piacenza FC | 4 - 1           | Panaro Modena                 | Terza Divisione (D4)     |
| Divisione Nazionale (D1) | FC Hellas Verona       | 7 - 2           | Libertas Venezia              | Terza Divisione (D4)     |
| Prima Divisione (D2)     | US Fiumana             | 5 - 0           | Fiume                         | Seconda Divisione (D3)   |
| Terza Divisione (D4)     | Italia Padova          | 2 - 0           | US Viareggio                  | Seconda Divisione (D3)   |
| Seconda Divisione (D3)   | US Savoia              | -               | US Ideale                     | Prima Divisione (D2)     |
| Prima Divisione (D2)     | US Bagnolese           | 10 - 1          | CS Cagliari                   | Terza Divisione (D4)     |
| Prima Divisione (D2)     | US Pistoiese           | 1 - 0           | SF Fortitudo Pro Roma         | Divisione Nazionale (D1) |
| Match rejoué             |                        |                 |                               |                          |
| Seconda Divisione (D3)   | Genovese               | 2 - 0 a.p.      | Fiorente FC                   | Terza Divisione (D4)     |
| Prima Divisione (D2)     | US Fiumana             | 1 - 0 a.p.      | Fiume                         | Seconda Divisione (D3)   |

### Deuxième tour
| Division                 | Club                  | Score           | Club                          | Division                 |
| ------------------------ | --------------------- | --------------- | ----------------------------- | ------------------------ |
| Terza Divisione (D4)     | Italia Padova         | 3 - 4           | AC Monza                      | Seconda Divisione (D3)   |
| Divisione Nazionale (D1) | FC Hellas Verona      | 1 - 1 a.p.      | US Biellese                   | Prima Divisione (D2)     |
| Seconda Divisione (D3)   | Vado FBC              | -               | US Fiumana                    | Prima Divisione (D2)     |
| Seconda Divisione (D3)   | Genovese              | 3 - 1           | Associazione Vogherese Calcio | Terza Divisione (D4)     |
| Prima Divisione (D2)     | AC Reggiana           | 6 - 3           | AS Corniglianese 1919         | Seconda Divisione (D3)   |
| Divisione Nazionale (D1) | SG Andrea Doria       | 4 - 2           | CS Dolo                       | Seconda Divisione (D3)   |
| Divisione Nazionale (D1) | Milan FC              | 7 - 1           | US Rivarolese                 | Seconda Divisione (D3)   |
| Terza Divisione (D4)     | Cento FC              | 0 - 15          | FBC Juventus                  | Divisione Nazionale (D1) |
| Seconda Divisione (D3)   | US Valenzana          | 0 - 7           | FC Internazionale             | Divisione Nazionale (D1) |
| Terza Divisione (D4)     | Vola Genova           | 3 - 0           | DF Trieste                    | Terza Divisione (D4)     |
| Seconda Divisione (D3)   | SC Lecco              | 6 - 0           | FBC Entella                   | Terza Divisione (D4)     |
| Prima Divisione (D2)     | US Milanese           | 9 - 2           | Abbiategrasso FBC             | Seconda Divisione (D3)   |
| Terza Divisione (D4)     | GC Vigevanesi         | 2 - 0           | CS Trevigliese                | Seconda Divisione (D3)   |
| Divisione Nazionale (D1) | US Pro Vercelli       | 3 - 0           | SG Sampierdarenese            | Divisione Nazionale (D1) |
| Prima Divisione (D2)     | Spezia FBC            | 2 - 3 a.p.      | US Casale FBC                 | Divisione Nazionale (D1) |
| Prima Divisione (D2)     | Speranza FBC          | 0 - 2           | Modena FC                     | Divisione Nazionale (D1) |
| Terza Divisione (D4)     | Varese Sportiva       | 0 - 2 (forfait) | FC Castelbolognese            | Terza Divisione (D4)     |
| Terza Divisione (D4)     | US Sestese            | 4 - 1           | FBC Brescia                   | Divisione Nazionale (D1) |
| Terza Divisione (D4)     | US Forti e Liberi     | 2 - 0 (forfait) | SS Tigullio                   | Terza Divisione (D4)     |
| Seconda Divisione (D3)   | AS Fanfulla           | 1 - 3           | SG Gallaratese                | Terza Divisione (D4)     |
| Prima Divisione (D2)     | AC Mantova            | 1 - 3           | Genoa CFC                     | Divisione Nazionale (D1) |
| Terza Divisione (D4)     | Saronno FBC           | 3 - 1           | Spes FC                       | Terza Divisione (D4)     |
| Divisione Nazionale (D1) | FBC Torino            | 9 - 0           | Dopolavoro Piacenza FC        | Seconda Divisione (D3)   |
| Prima Divisione (D2)     | FS Sestrese           | 4 - 2           | Officine Meccaniche           | Terza Divisione (D4)     |
| Divisione Nazionale (D1) | Alessandria US        | 17 - 2          | AC Bologna                    | Terza Divisione (D4)     |
| Seconda Divisione (D3)   | AS Edera              | 2 - 1           | Savona FBC                    | Prima Divisione (D2)     |
| Prima Divisione (D2)     | FC Legnano            | 0 - 1           | Bologna FC                    | Divisione Nazionale (D1) |
| Terza Divisione (D4)     | Oderzo                | 1 - 2           | AC Carpi                      | Prima Divisione (D2)     |
| Terza Divisione (D4)     | Pro Palazzolo         | 4 - 2           | Petrarca FC                   | Seconda Divisione (D3)   |
| Divisione Nazionale (D1) | AC Padova             | 5 - 2           | Derthona FBC                  | Prima Divisione (D2)     |
| Terza Divisione (D4)     | Fascio Giovanni Grion | 0 - 3           | FBA Novara                    | Prima Divisione (D2)     |
| Prima Divisione (D2)     | AS Monfalconese CNT   | 0 - 2 (forfait) | AC Stelvio Olona              | Terza Divisione (D4)     |
| Match rejoué             |                       |                 |                               |                          |
| Divisione Nazionale (D1) | FC Hellas Verona      | 5 - 0           | US Biellese                   | Prima Divisione (D2)     |

### Troisième tour
| Division                 | Club                    | Score           | Club                | Division                 |
| ------------------------ | ----------------------- | --------------- | ------------------- | ------------------------ |
| Seconda Divisione (D3)   | CA Faenza               | 3 - 1           | US Bagnolese        | Prima Divisione (D2)     |
| Seconda Divisione (D3)   | US Pistoiese            | 8 - 0           | US Romana           | Seconda Divisione (D3)   |
| Terza Divisione (D4)     | US Forti e Liberi       | 1 - 2           | SG Andrea Doria     | Divisione Nazionale (D1) |
| Prima Divisione (D2)     | Parma FBC               | 0 - 2           | FBC Juventus        | Divisione Nazionale (D1) |
| Terza Divisione (D4)     | CS FB Pro Lugo SC       | 11 - 0          | Italia Ancona       | Terza Divisione (D4)     |
| Prima Divisione (D2)     | Pro Patria et Libertate | 1 - 0           | US Casale FBC       | Divisione Nazionale (D1) |
| Divisione Nazionale (D1) | US Cremonese            | 2 - 0 (forfait) | AC Udinese          | Prima Divisione (D2)     |
| Terza Divisione (D4)     | Vola Genova             | 2 - 0 (forfait) | Zara                | Seconda Divisione (D3)   |
| Prima Divisione (D2)     | US Triestina            | 3 - 1           | SG Gallaratese      | Terza Divisione (D4)     |
| Terza Divisione (D4)     | Saronno FBC             | 2 - 0           | Enrico Toti Livorno | Terza Divisione (D4)     |
| Prima Divisione (D2)     | FBA Novara              | 2 - 3           | SPAL                | Prima Divisione (D2)     |
| Prima Divisione (D2)     | AC Reggiana             | 9 - 1           | AC Stelvio Olona    | Terza Divisione (D4)     |
| Seconda Divisione (D3)   | CS Ponziana             | 1 - 1 a.p.      | AC Monza            | Seconda Divisione (D3)   |
| Divisione Nazionale (D1) | US Pro Vercelli         | 7 - 2           | Modena FC           | Divisione Nazionale (D1) |
| Prima Divisione (D2)     | FS Sestrese             | 2 - 0 (forfait) | FBC Roma            | Prima Divisione (D2)     |
| Divisione Nazionale (D1) | AC Padova               | 4 - 0           | FC Castelbolognese  | Terza Divisione (D4)     |
| Terza Divisione (D4)     | GC Vigevanesi           | 4 - 1           | US Alba Audace      | Divisione Nazionale (D1) |
| Divisione Nazionale (D1) | FC Hellas Verona        | 2 - 0 (forfait) | SS Juventus Massa   | Terza Divisione (D4)     |
| Prima Divisione (D2)     | AC Carpi                | 4 - 0           | US Milanese         | Prima Divisione (D2)     |
| Divisione Nazionale (D1) | Genoa CFC               | 4 - 2           | FC Internazionale   | Divisione Nazionale (D1) |
| Divisione Nazionale (D1) | FBC Torino              | 11 - 0          | Pro Palazzolo       | Terza Divisione (D4)     |
| Terza Divisione (D4)     | US Imola                | 1 - 3           | Treviso FBC         | Prima Divisione (D2)     |
| Seconda Divisione (D3)   | USF Carrarese           | 4 - 0           | US Russi            | Terza Divisione (D4)     |
| Terza Divisione (D4)     | US Sestri Levante       | 1 - 0           | USS Terni           | Seconda Divisione (D3)   |
| Seconda Divisione (D3)   | AS Edera                | 2 - 0           | Arona               | Terza Divisione (D4)     |
| Terza Divisione (D4)     | Virtus Castelfranco     | 0 - 1           | Genovese            | Seconda Divisione (D3)   |
| Terza Divisione (D4)     | GEA Firenze             | 0 - 2 (forfait) | Milan FC            | Divisione Nazionale (D1) |
| Seconda Divisione (D3)   | SC Lecco                | -               | US Scafatese        | Seconda Divisione (D3)   |
| Seconda Divisione (D3)   | ADCD Vicenza            | -               | US Anconitana       | Prima Divisione (D2)     |
| Divisione Nazionale (D1) | Alessandria US          | -               | Bologna FC          | Divisione Nazionale (D1) |
| Match rejoué             |                         |                 |                     |                          |
| Seconda Divisione (D3)   | CS Ponziana             | -               | AC Monza            | Seconda Divisione (D3)   |

### Seizièmes de finale
| Division                 | Club                              | Score      | Club                                    | Division                                    |
| ------------------------ | --------------------------------- | ---------- | --------------------------------------- | ------------------------------------------- |
| Terza Divisione (D4)     | CS FB Pro Lugo SC                 | 1 - 0      | Vola Genova                             | Terza Divisione (D4)                        |
| Divisione Nazionale (D1) | US Pro Vercelli                   | 3 - 2      | SG Andrea Doria                         | Divisione Nazionale (D1)                    |
| Seconda Divisione (D3)   | AC Carpi                          | 4 - 1      | USF Carrarese                           | Prima Divisione (D2)                        |
| Prima Divisione (D2)     | Pro Patria et Libertate           | 1 - 1 a.p. | Genoa CFC                               | Divisione Nazionale (D1)                    |
| Prima Divisione (D2)     | US Pistoiese                      | -          | US Triestina                            | Prima Divisione (D2)                        |
| Terza Divisione (D4)     | Saronno FBC                       | -          | Treviso FBC                             | Prima Divisione (D2)                        |
| Prima Divisione (D2)     | FS Sestrese                       | -          | FBC Torino                              | Divisione Nazionale (D1)                    |
| Prima Divisione (D2)     | AC Reggiana                       | -          | US Sestese                              | Terza Divisione (D4)                        |
| Prima Divisione (D2)     | FBC Liberty                       | -          | FC Hellas Verona                        | Divisione Nazionale (D1)                    |
| Divisione Nazionale (D1) | AC Padova                         | -          | Genovese                                | Seconda Divisione (D3)                      |
| Divisione Nazionale (D1) | Milan FC                          | -          | FBC Juventus                            | Divisione Nazionale (D1)                    |
| Terza Divisione (D4)     | US Sestri Levante                 | -          | US Cremonese                            | Divisione Nazionale (D1)                    |
| Prima Divisione (D2)     | SPAL                              | -          | Vainqueur de SC Lecco/US Scafatese      | Seconda Divisione (D3)                      |
| Seconda Divisione (D3)   | AS Edera                          | -          | Vainqueur de Alessandria US/Bologna FC  | Divisione Nazionale (D1)                    |
| Seconda Divisione (D3)   | CA Faenza                         | -          | Vainqueur de ADCD Vicenza/US Anconitana | Seconda Divisione (D3)/Prima Divisione (D2) |
| Seconda Divisione (D3)   | Vainqueur de CS Ponziana/AC Monza | -          | GC Vigevanesi                           | Terza Divisione (D4)                        |
| Match rejoué             |                                   |            |                                         |                                             |
| Prima Divisione (D2)     | Pro Patria et Libertate           | -          | Genoa CFC                               | Divisione Nazionale (D1)                    |

### Huitièmes, Quarts, demi et finale
Devant le manque d'intérêt du public et le nombre restreint de dates disponibles pour disputer les rencontres, la compétition est annulée avant les huitièmes de finale.